# ウォラストン湖

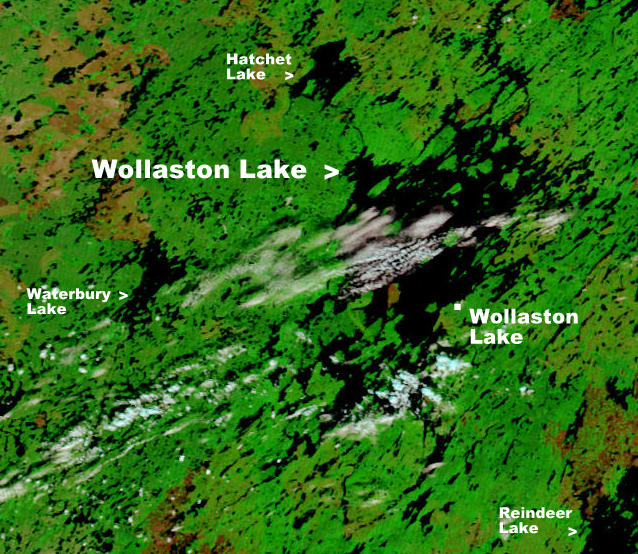
ウォラストン湖

ウォラストン湖（ウォラストンこ）はカナダのサスカチュワン州北部にある湖。
プリンス・アルバートからは北東に550㎞に位置する。面積は2286 km2で島を含めると2681 km2となる。ウォラストン湖からは二方向に水が流れ出しており、自然にそうなっている湖としては世界最大である。
北西へはフォンデュラク川が流れ出しアサバスカ湖へ注ぐ。最終的にはマッケンジー川を経て北極海へ至る。北東へはコクレーン川が流れ出しレインディア湖へ注ぐ。最終的にはチャーチル川を経てハドソン湾へ至る。
主要な流入河川は南西から流れ込むゲイキー川である。
ウォラストン湖は全体が州内にある湖ではサスカチュワン州で最大である。ただし、アサバスカ湖やレーンディア湖のサスカチュワン州部分の方がウォラストン湖より大きい。
サミュエル・ハーンは1770年にこの湖のことを聞き、ディビッド・トンプソンは1796年に二方向への流出について「おそらく他に世界で類のないもの」と記している。1807年にピーター・フィドラーによりジョージ･ハイド･ウォラストンにちなんで命名された。
湖周辺の唯一の集落はウォラストンレイクである。
湖へのアクセスにはウォラストンレイク空港およびサスカチュワン州道905号線がある。この道路は湖の西側を通っており、一方ウォラストンレイクは東側にある。11月から6月は湖が凍っているため、そこを通って移動できる。それ以外の季節は船で渡ることができる。
ラビット湖ウラン鉱山からの処理済排水がウォラストン湖南西のヒドゥン湾へ流されている。